# Théâtre de Gray
Le théâtre de Gray est un théâtre à l'italienne situé à Gray, dans le département français de la Haute-Saône.

## Histoire

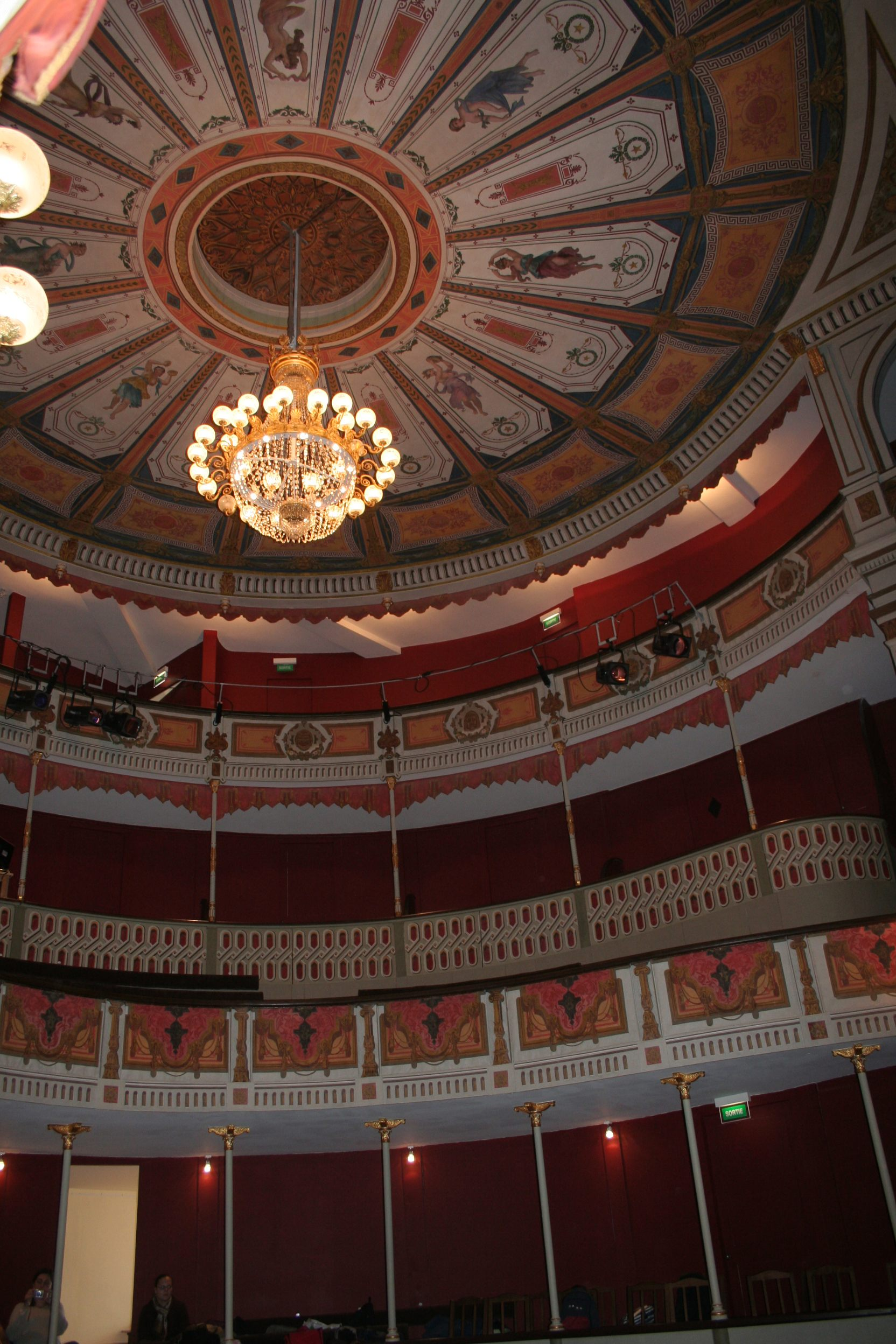
Le théâtre après sa restauration.

Il fut construit entre 1846 et 1849 à proximité de la promenade des Tilleuls par l'ingénieur bisontin Martin. Présentant une façade épurée, l'intérêt de ce monument réside surtout dans l’architecture de sa salle de spectacle : plan à l'italienne, avec loges d'avant-scène, machinerie, décor et rideau de scène, plafond rayonnant illustré de muses et de bacchantes.
Le 4 mai 1984, la salle et son décor sont classés au titre des monuments historiques et le 21 décembre 1984, les façades et toitures sont inscrites au titre des monuments historiques

### Restauration
Après dix années de restauration, le théâtre à l'italienne de Gray a été inauguré au printemps 2006.